# Loucos pelo Botafogo

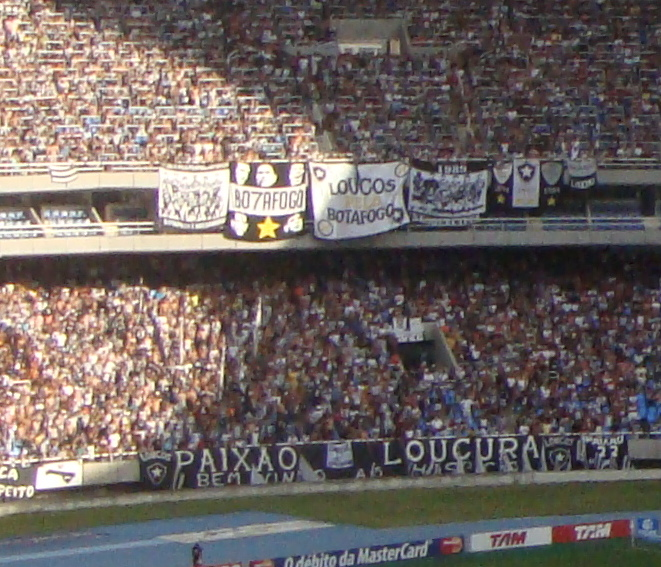
O movimento, presente no Nilton Santos em 2009

Loucos pelo Botafogo é a barra brava do Botafogo de Futebol e Regatas. Este movimento foi o primeiro inspirado nas tradicionais torcidas latino-americanas a ser criado na cidade do Rio de Janeiro e o primeiro do sudeste do Brasil, em fevereiro de 2006, onde até hoje existe.

## História
Criado por ex-integrantes da Torcida Jovem do Botafogo, o movimento Loucos pelo Botafogo estreou em uma partida do Botafogo contra a Cabofriense válida pelo Campeonato Carioca de 2006 em 22 de fevereiro daquele ano. Seus fundadores foram os amigos Pedro "Dep", Joaquim "Kjo",Carlos "Cafê", Felipe "Tuí", Dago e Petrônio, que contaram dias depois com a ajuda de Henrique "Louco", Rafael "RMK" (este líder da então torcida Copa-Fogo), Leonardo "Burns", Marcos "Kinhu" e Marcio Padilha. Ainda com um pequeno contingente, o movimento manteve-se atuante no antigo setor 12 (atual 20) das arquibancadas amarelas do Maracanã até a época da Copa do Mundo, quando as partidas de futebol no Brasil foram interrompidas.
Após a Copa de 2006, a Loucos pelo Botafogo voltou enfraquecida, sem que seus integrantes tivessem o mesmo interesse de antes. Logo, viu-se a necessidade de se buscar novos componentes, o que foi feito através de divulgação pela internet, assim como fizeram outras barra bravas brasileiras. Pouco a pouco, a Barra foi crescendo, chegando pela primeira vez a cerca de pouco mais de 250 componentes em um jogo contra o Santos em outubro de seu primeiro ano de existência, e assim permaneceu até o final de 2006.
Em 2007, iniciou o ano novamente enfraquecido, com aproximadamente 100 participantes por jogo. Contudo, o movimento passou a ter enorme adesão a partir do lançamento da música "E ninguém cala esse nosso amor", uma adaptação da ultra Super Dragões, do FC Porto. A canção, que foi entoada a primeira vez em uma partida contra o Fluminense no Estadual, passou a ser a principal música da torcida botafoguense no Brasileirão de 2007 quando a maior torcida organizada do time, a Fúria Jovem do Botafogo, teve seus instrumentos impedidos de adentrar o estádio do Maracanã devido a brigas com outras torcidas organizadas do Flamengo no dia do clássico entre as duas equipes, devido a este fato, neste dia o movimento Loucos pelo Botafogo se juntou a torcida Fúria Jovem para fazer um só coro e desde então o cântico passou a ser cantado por toda a torcida do Botafogo.
A Barra Brava do Botafogo passava a se tornar o segundo principal movimento de torcedores do clube em maio de 2007. A partir de então, a Loucos pelo Botafogo passou a investir pesadamente na criação de bandeiras, músicas, caravanas, fogos de artifício, entre outros materiais mais que seriam usados durante os jogos "Dale Fogao"

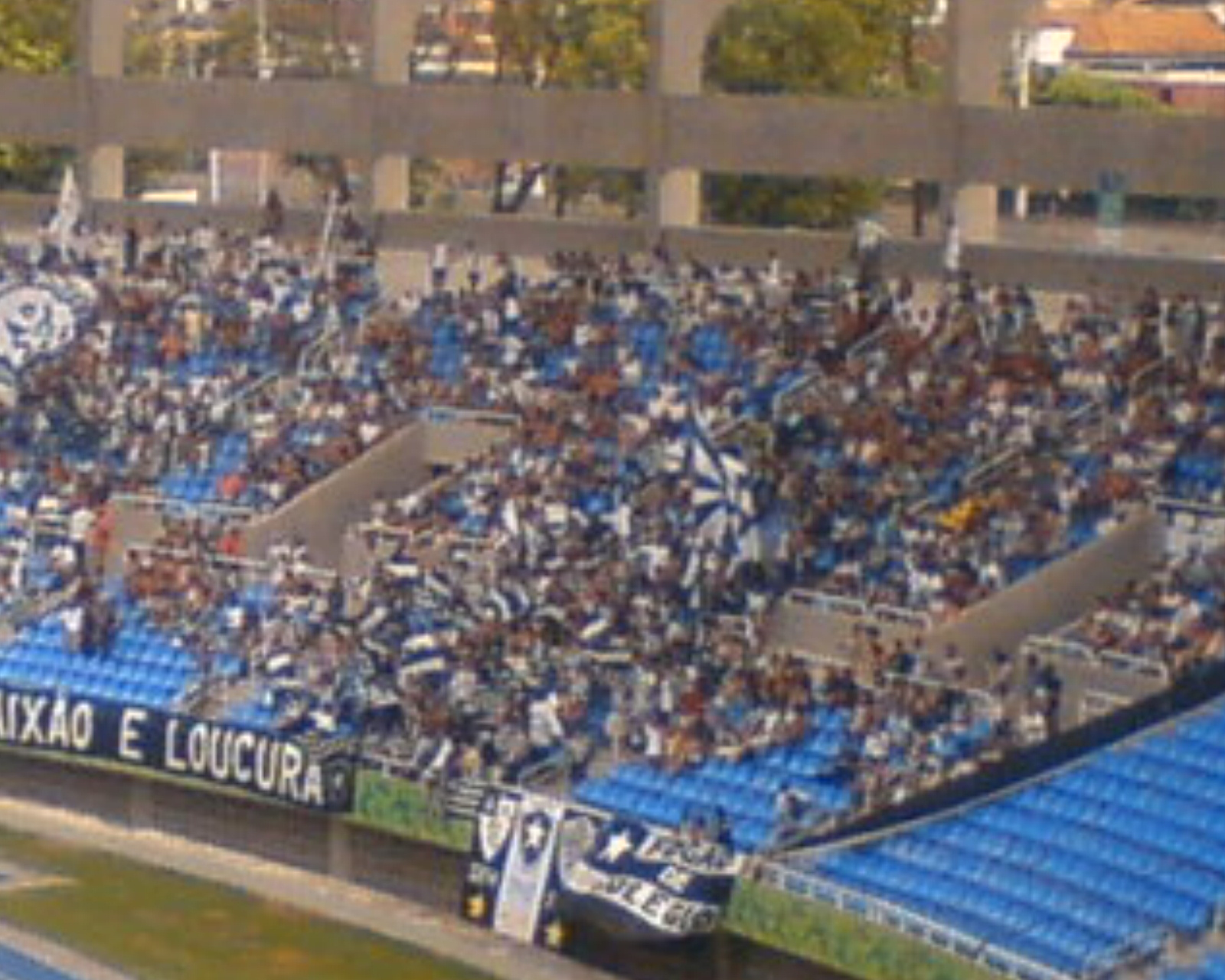
Primeira partida de 2008.

O crescimento do movimento foi tamanho, que ele ganhou até componentes em outros estados do Brasil, como em Pernambuco, Rio Grande do Norte, Maranhão, Ceará e Bahia na região Nordeste, Tocantins na região Norte, São Paulo, Minas Gerais e Espírito Santo na região Sudeste, Goiás, Distrito Federal e Mato Grosso do Sul na região Centro-Oeste.
Ao final de 2007, os Loucos pelo Botafogo foram impulsionados pela sucesso do cântico "Fogo olê olê olê" e pelo início do uso do Estádio Nilton Santos por parte do Botafogo. Após várias mudanças na localização do movimento, o grupo solidificou-se em 2008 atrás da baliza da Ala Sul do estádio com vários torcedores e bandeiras durante os jogos. Atualmente, é o terceiro maior movimento organizado de torcedores. Na reta final do Campeonato Carioca de Futebol de 2008, o movimento iniciou um projeto para criar bandeiras com as faces dos ídolos botafoguenses. As primeiras personagens retratas foram Heleno de Freitas e Nílton Santos. Deste então, já foram feitas bandeiras também para Carlito Rocha, Manga, Túlio Maravilha, Quarentinha, Sérgio Manoel e João Saldanha. Outro projeto para exaltar a paixão pelo clube foi iniciado em julho de 2008 e consistia na pintura do muro do Estádio Olímpico João Havelange, que estava bastante pichado. Além das bandeiras citadas acima, o Movimento Popular Loucos Pelo Botafogo tem também Garrincha e Mendonça em fundo de cor preta, além das tradicionais listradas, Estrela Solitária e ainda há quem leve as próprias bandeiras, fazendo assim uma festa diferente em cada jogo. O projeto "Bandeiras dos ídolos" vai para mais de 100 bandeiras.

### Nova Postura
A partir de meados de 2007, percebendo a virtude do movimento, novos integrantes foram se juntando aos Loucos e trazendo novos ideais. O mesmo grupo que havia fundado o movimento o abandonou, restando somente 4 deles, Rafael "RMK", Henrique "Louco", Carlos "Cafê" e Petrônio.

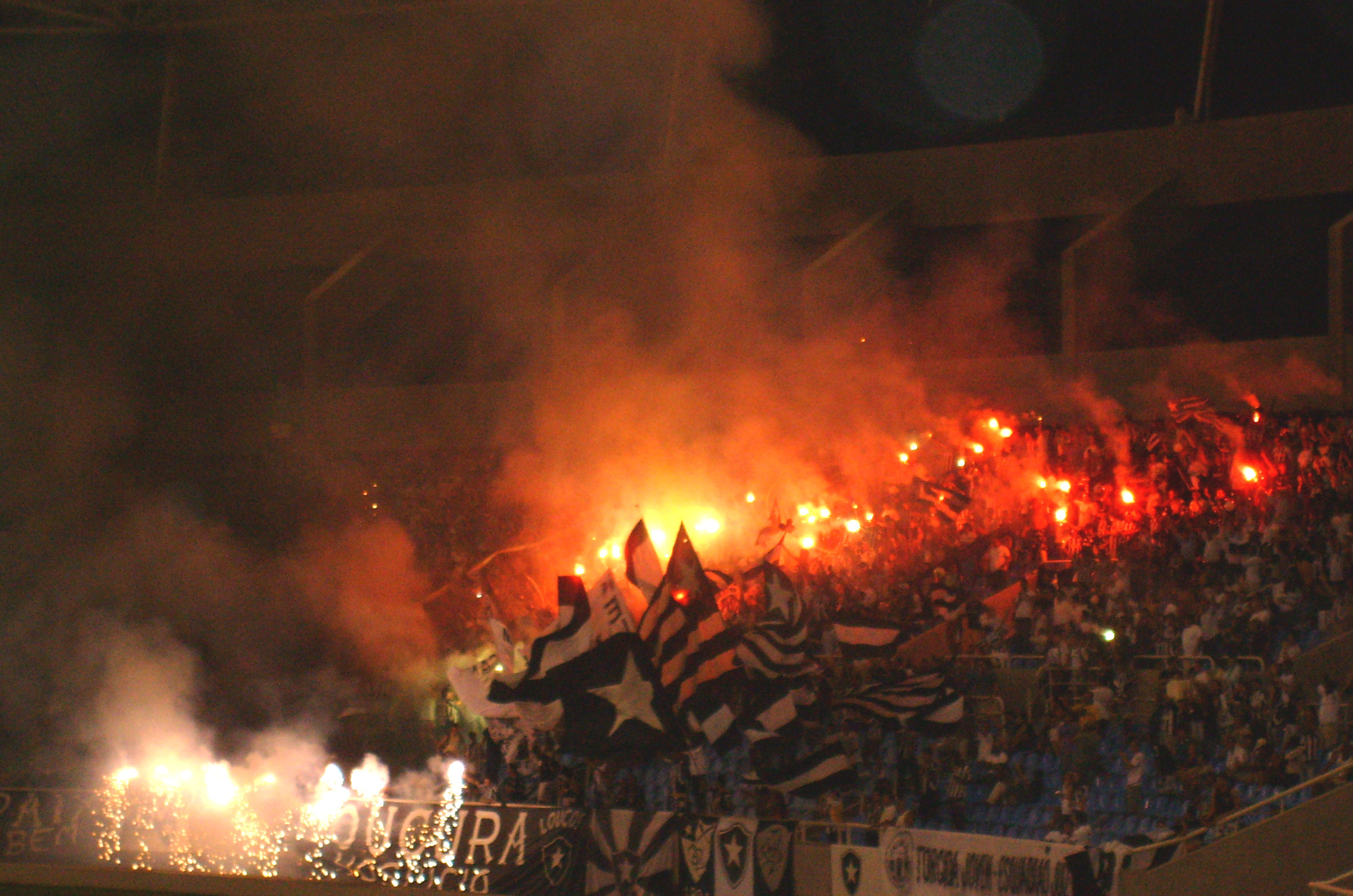
Semifinal da Copa do Brasil de 2008, no Nilton Santos

Para ajudar a resolver essa avalanche de problemas, apareceu um assíduo torcedor de arquibancada com visão empresarial e disposto a botar ordem e administrar o caos. Gabriel Mograbi, o "Gabriel do mundo", chegou pregando a união de todas as torcidas organizadas do Botafogo, e uma postura mais madura do movimento em relação à organização do material, logística, receita e representatividade frente à diretoria do Botafogo de Futebol e Regatas.
O crescimento nesse ano fez com que o movimento tivesse um comando firme e com uma visão realista para o sucesso da barra. Foi então que por maioria absoluta dos loucos o comando foi formado por Rafael "RMK" e Gabriel Mograbi (do mundo) ficando estes responsáveis pelo desenvolvimento e progresso da Torcida.

## Ideologia

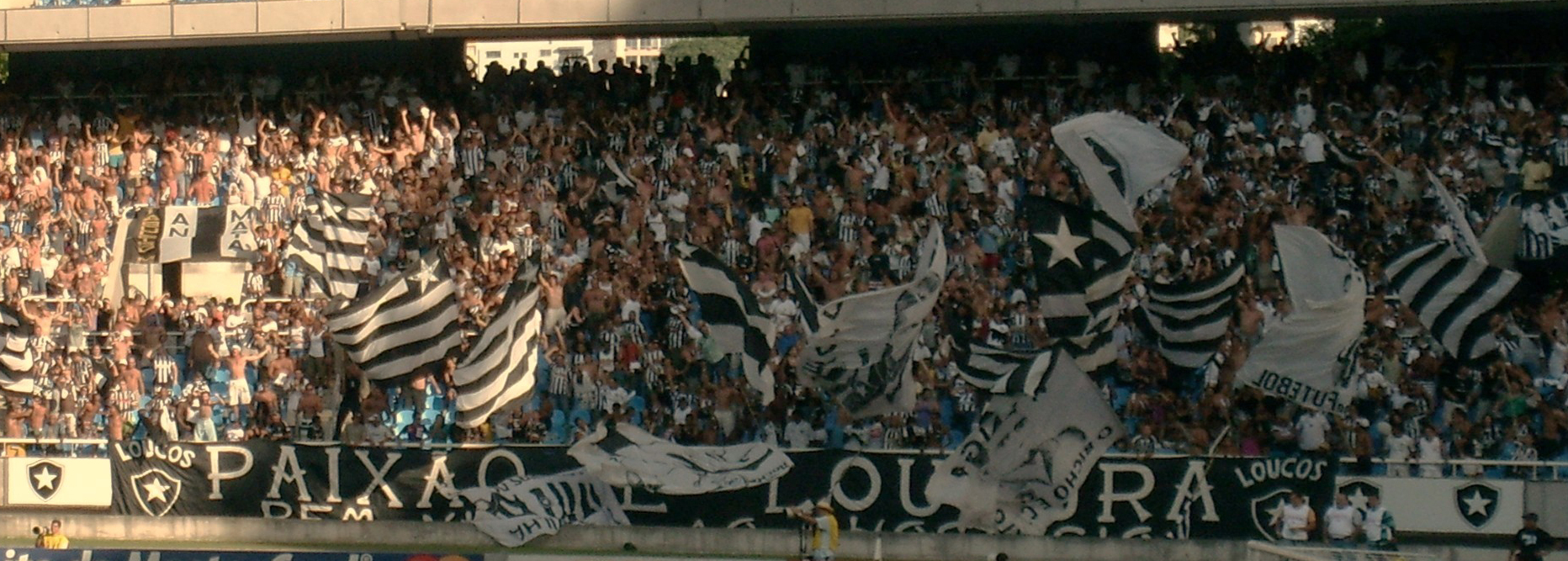
A torcida em 2009 no Nilton Santos

A criação do Loucos pelo Botafogo deve-se ao fato de os integrantes desejarem mudar o comportamento da torcida botafoguense durante os jogos, através de cânticos intermináveis e não pregando a violência.
Outro aspecto que os diferencia das tradicionais torcidas organizadas dá-se pelo uso de camisas oficiais do clube, ao contrário das organizadas que utilizam e comercializam uniformes com o nome das mesmas.
Apesar de possuir líderes, o movimento não possui presidentes ou diretoria própria, sustenta-se através de doações de simpatizantes, vendendo materiais utilizados durante os jogos a preço de custo.

## Aliados
Oficialmente, e na prática, o movimento Loucos pelo Botafogo não possui aliança com torcidas organizadas de outros times brasileiros. Contudo, o grupo mantém clima de cordialidade com outras torcidas do Botafogo, como a Botachopp, a Fúria e a TJB.